# مرتضی گودرزی دیباج
مرتضی گودرزی دیباج (زادهٔ دوم مرداد ماه ۱۳۴۱ در بروجرد) استاد دانشگاه، نقاش، منتقد و پژوهشگر هنری اهل ایران است. او سال‌های بسیاری در حوزه هنری مدیر مرکز هنرهای تجسمی بود.

## مسئولیت‌ها
- عضو هیئت علمی دانشگاه سوره
- ریاست مؤسسه مطالعات و پژوهش‌های ایران
- رئیس پژوهشگاه فرهنگ و هنر اسلامی از ۱۳۸۱
- سردبیر مجله تخصصی بیناب از ۱۳۸۲[۲]
- رئیس مرکز هنرهای تجسمی حوزه هنری از ۱۳۸۸[۳]

## تحصیلات
وی فارغ‌التحصیل دکترای فلسفه هنر از دانشگاه مرکزی انگلیس در بیرمنگام است، دوره کارشناسی را در رشته نقاشی در دانشکده هنرهای زیبای تهران و دوره کارشناسی ارشد را هم در رشته نقاشی در دانشگاه آزاد اسلامی گذرانده‌است.

## فعالیت‌ها
دیباج در زمینه هنر مقالات و تألیفات متعددی در مجلات و روزنامه‌های کثیرالانتشار مانند روزنامه‌های ایران و کیهان و همچنین مجلاتی مانند هفته‌نامه مهر و فصلنامه هنرهای تجسمی به چاپ رسانده‌است. وی همچنین بیش از ۱۰۰ مقاله علمی در خلال سال‌های ۱۳۷۶ تا ۱۳۸۰ نگاشته است.
از دیگر فعالیت‌های دیباج می‌توان به سخنرانی‌های گوناگون در کنفرانس‌ها و دانشگاه‌های هنری در موضوعاتی مانند نقاشی مدرن و سنتی، هنر مدرن، تناقض مدرنیته، زبان نوین هنر جهانی و … اشاره کرد. در مقام استاد دانشگاه، وی استاد راهنمای رساله‌های بسیاری در حوزه هنر بوده است. او تا به امروز در تعدادی نمایشگاه جمعی شرکت و چندین نمایشگاه انفرادی در داخل و خارج از ایران برپا کرده‌است.

## افتخارات
- نفر اول جشنواره هنرهای تجسمی شهرستانهای کشور ۱۳۶۷
- نفر برگزیده چهارمین بی ینال نقاشی تهران ۱۳۷۶
- نفر برگزیده اولین نمایشگاه بین‌المللی طراحی تهران ۱۳۷۸[۴]